# Monarquianismo
O monarquianismo, ou monarquismo como é algumas vezes chamado, é uma série de crenças que enfatizam a unidade absoluta de Deus. A crença conflige com a doutrina da Trindade, que vê em Deus uma unidade composta pelo Pai, Filho e Espírito Santo. Os modelos propostos pelo monarquianismo foram rejeitados como heréticos pela Igreja Católica.
O monarquianismo por si mesmo não é uma doutrina completa, mas um gênero do qual decorrem algumas espécies doutrinárias teológicas. Há basicamente dois modelos, contraditórios:
- O modalismo ou sabelianismo considera que Deus seja uma pessoa, manifestando-se e operando em diferentes "modos", como Pai, Filho e Espírito Santo. O proponente desta visão foi Sabélio. A crença foi rotulada "patripassianismo" por seus oponentes, por subentender que Deus, o Pai, teria sofrido na cruz.
- O adocionismo entende que Deus é um ser, superior a tudo e completamente indivisível, defendendo a ideia de que o Filho não foi co-eterno com o Pai, mas que foi revestido de Deus (adotado) para os seus planos. Diferente versões do adocionismo divergem quanto à hora da adoção por Deus, como a hora do seu batismo, ou de sua ascensão. Um antigo expoente desta crença foi Teódoto de Bizâncio.

De acordo com a Enciclopédia Católica, Natálio foi um patripassionista primitivo. Ele foi um antipapa (bispo rival de Roma), logo antes do antipapa Hipólito de Roma. De acordo com Eusébio de Cesareia, citando o Pequeno Labirinto de Hipólito, depois daquele ser "flagelado toda a noite pelos anjos santos", vestiu-se de sacos, e "após alguma dificuldade", ele submeteu-se à autoridade do papa Zeferino.
Outro defensor do monarquianismo foi Paulo de Samósata, que todavia não se fixou entre nenhum dos dois modelos.